# Axel Granberger
Axel Granberger (* 18. März 1994 in Monaco) ist ein schwedisch-monegassischer Film- und Theaterschauspieler.

## Leben
Axel Granberger wurde als Sohn eines schwedischen Vaters und einer monegassischen Mutter geboren.
Seine Kindheit verbrachte er in Lappland, wo seine Familie Rentiere züchtete. Im Alter von 15 Jahren verließ er Schweden und ging – nach einem Aufenthalt in der Schweiz –  nach Paris.
Von 2013 bis 2017 studierte am Cours Florent in Paris, von 2016 bis 2018 besuchte er außerdem die Classe libre des Cours Florent und wurde von Jean-Pierre Garnier unterrichtet. Ab 2018 studierte er an der Atlantic Acting School in New York.
Einen ersten Auftritt in einem Spielfilm hatte er 2016 in  Un juif par exemple, wo er an der Seite von Bruno Ganz eine kleine Nebenrolle spielte. 2017 gab ihm Olivier Abbou eine Hauptrolle in der Fernsehserie Maroni. 2018 übernahm er im Fabrick Théâtre in Avignon die Titelrolle in Roberto Zucco von Bernard-Marie Koltès in einer Inszenierung von Rose Noël.
In der Krimiserie Die schwarzen Schmetterlinge von 2021, wiederum von Olivier Abbou inszeniert, spielt er den von Niels Arestrup verkörperten Serienmörder als jungen Mann. Für diese Rolle wurde er am Festival Séries Mania in Lille als bester Schauspieler in einer französischen Serie ausgezeichnet.

## Filmografie
- 2016: Ein Jude als Exempel (Un juif par exemple)
- 2017: Maroni (Fernsehserie, 6 Folgen)
- 2018: Tamara Vol. 2.
- 2020: Emily in Paris
- 2020: Cigare au miel
- 2020: Vaurien
- 2021: Die schwarzen Schmetterlinge (Les papillons noirs, Fernsehserie, 6 Folgen)
- 2023: The Last Men – Die letzte Fremdenlegion (Les Derniers Hommes)
- 2023: Drone Games
- 2024: Winter Palace (Fernsehserie, 8 Folgen)